# Batalha de Umm Qasr

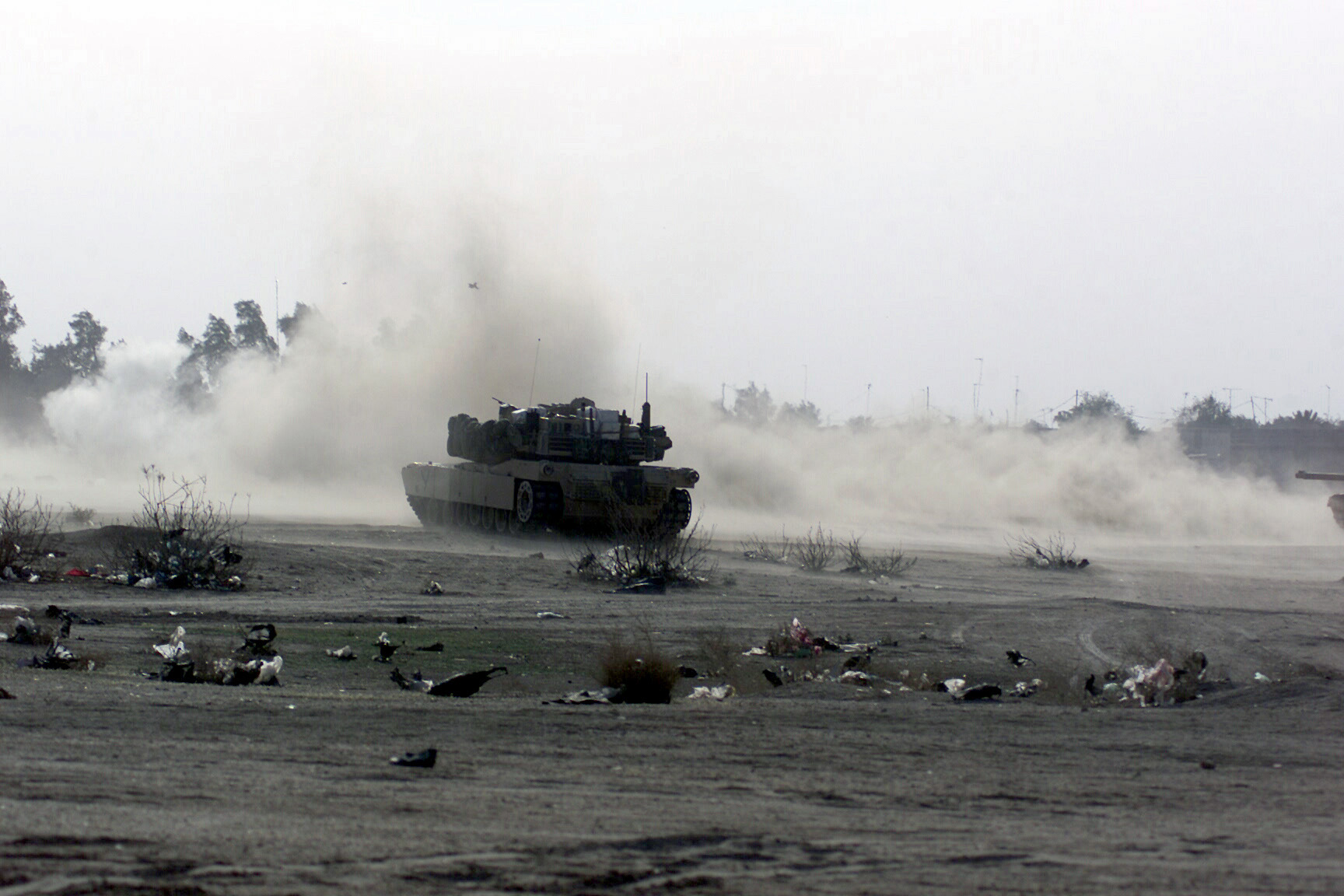
Um tanque de guerra principal M1A1 Abrams do Corpo de Fuzileiros Navais dos EUA (USMC) dispara seu canhão principal de 120 mm durante combates entre forças iraquianas e da coalizão nas proximidades de Umm Qasr, no Iraque, durante a Operação Liberdade Iraquiana (Operation IRAQI FREEDOM).

A Batalha de Umm Qasr foi o primeiro confronto militar na Guerra do Iraque. No início da guerra, um dos primeiros objetivos foi o porto de Um Qasr. Em 21 de março de 2003, enquanto as forças aliadas avançavam pelo sul do Iraque, uma força de desembarque anfíbia capturou a nova área portuária de um Qasr.

## Batalha
O ataque inicial foi realizado em 21 de março pelo 15º MEU e pelo 26º Esquadrão de Engenheiros Blindados Britânicos. O comboio da Marinha dos EUA feito de 20 veículos recebeu armas de pequeno porte iraquianas e disparos de morteiros, forçando a empresa líder a chamar o apoio ao fogo da Artilharia Real.